# لويجيز مانشن 3
لويجيز مانشن 3 (بالإنجليزية: Luigi's Mansion 3) (باليابانية: ルイージマンション3
) هي لعبة فيديو من نوع أكشن-مغامرات، طوّرتها شركة نيكست ليفل غيمز الكندية، ونشرتها شركة نينتندو على جهاز نينتندو سويتش. وهي ثالث جزء في سلسلة من الألعاب لها الاسم نفسه، تلت لعبة لويجيز مانشن: دارك مون التي صدرت عام 2013. وفيها يتقمص اللاعبون دور «لويجي» إذ يُضطر إلى استكشاف فندق تسكنه الأشباح، بغية إنقاذ ماريو ومن معه بعدما استدرجهم «كينج بو» بطريق الحيلة إلى زيارة الفندق وقضاء عطلة فيه.
وقد حملت اللعبة بضعة معالم مميزة من أجزائها السابقة، كما اشتملت على خصائص جديدة، كان منها حركات إضافية لإمساك الأشباح، وقرين لـ«لويجي» يُدعى «غوويجي» (بالإنجليزية: Gooigi)، وإمكانات موسعة للعب الجماعي، تنافسًا وتعاونًا، سواء محليًا أو عبر الإنترنت. حظيت اللعبة بإعجاب النقاد ورُشحت لجوائز كثيرة، فازت منها بجائزة «أفضل لعبة عائلية» في حفل جوائز الألعاب عام 2019. وقد بيع منها 14.25 مليون نسخة حتى مارس 2024، فصارت من أكثر ألعاب نينتندو سويتش مبيعًا.
صدرت اللعبة بتاريخ 31 اكتوبر 2019، وتعمل حصريًا على نظام التشغيل نينتندو سويتش.